# Trần Đình Gia
Trần Đình Gia (sinh ngày 11 tháng 11 năm 1969) là một chính trị gia người Việt Nam. Ông hiện là đại biểu quốc hội Việt Nam khóa 14 nhiệm kì 2016-2021, thuộc đoàn đại biểu quốc hội tỉnh Hà Tĩnh, Bí thư Huyện ủy Kỳ Anh, nguyên Chủ tịch Hội Nông dân tỉnh Hà Tĩnh, Ủy viên Ban chấp hành Trung ương Hội Nông dân Việt Nam, Ủy viên Ủy ban Pháp luật của Quốc hội. Ông đã trúng cử đại biểu quốc hội năm 2016 ở đơn vị bầu cử số 1, tỉnh Hà Tĩnh (gồm thành phố Hà Tĩnh, thị xã Kỳ Anh và các huyện: Kỳ Anh, Cẩm Xuyên, Hương Khê) với tỉ lệ 85,11% số phiếu hợp lệ.

## Xuất thân
Trần Đình Gia sinh ngày 11 tháng 11 năm 1969 quê quán ở xã Yên Hồ, huyện Đức Thọ, tỉnh Hà Tĩnh. 
Ông hiện cư trú ở Tổ dân phố 7, thị trấn Đức Thọ, huyện Đức Thọ, tỉnh Hà Tĩnh.

## Giáo dục
- Giáo dục phổ thông: 12/12
- Đại học Sư phạm chuyên ngành Sinh học
- Thạc sĩ Chính trị học
- Cử nhân lí luận chính trị

## Sự nghiệp
Ông gia nhập Đảng Cộng sản Việt Nam vào ngày 23/6/1994.
Ông từng là đại biểu hội đồng nhân dân huyện Đức Thọ nhiệm kỳ 1999-2004, 2004-2011.
Khi lần đầu ứng cử đại biểu Quốc hội Việt Nam khóa 14 vào tháng 5 năm 2016 ông đang là Tỉnh ủy viên, Ủy viên Ban chấp hành Trung ương Hội Nông dân Việt Nam, Bí thư Đảng
đoàn, Chủ tịch Hội Nông dân tỉnh Hà Tĩnh, làm việc ở Hội Nông dân tỉnh Hà Tĩnh.
Ông đã trúng cử đại biểu quốc hội năm 2016 ở đơn vị bầu cử số 1, tỉnh Hà Tĩnh (gồm thành phố Hà Tĩnh, thị xã Kỳ Anh và các huyện: Kỳ Anh, Cẩm Xuyên, Hương Khê) được 304.269 phiếu, đạt tỷ lệ 85,11% số phiếu hợp lệ.
Ông nguyên là Chủ tịch Hội Nông dân tỉnh Hà Tĩnh, Ủy viên Ban chấp hành Trung ương Hội Nông dân Việt Nam, Ủy viên Ủy ban Pháp luật của Quốc hội.
Ông hiện là Bí thư Huyện ủy Huyện Kỳ Anh, tỉnh Hà Tĩnh.
Ông đang làm việc ở Huyện ủy Huyện Kỳ Anh, tỉnh Hà Tĩnh.